# Nerkin Karmiraghbyur
Nerkin Karmiraghbyur (in armeno Ներքին Կարմիրաղբյուր?, chiamato anche Nerk'in Karmiraghbyur, Nerki-Karmirakhpyur, Nerkin Karmirakhpyur, Nerqin Karmir aghpyur e Nerkin Karmiraghpyur; in russo Nizhniy Karmragbyur) è un comune dell'Armenia di 1 061 abitanti (2001) della provincia di Tavush.